# Diego Vallejos
Diego Alfredo Vallejos Hernández (* 16. März 1990 in Colbún) ist ein chilenischer Fußballspieler. Der Stürmer gewann 2018 die Copa Chile.

## Karriere
Diego Vallejos debütierte 2009 bei Deportes Linares in der Segunda División, wo er vier Jahre spielte und dann zu Audax Italiano wechselte. Dort lief er in seiner Anfangszeit sowohl für die Reservemannschaft in der dritten Liga als auch für das Profiteam auf. Ab der Saison 2014/15 war der Stürmer unangefochtener Stammspieler, und so verpflichtete ihn der Top-Klub Universidad Católica. Allerdings wurde Vallejos bei den Cruzados nur sechs Mal in der Liga eingesetzt und dann an andere Klubs verliehen. Bei seiner Leihstation CD Palestino gewann der Offensivakteur die Copa Chile. Nach dem Ende seiner Leihe 2020 bei Coquimbo Unido blieb er weiterhin beim Klub, der ihn komplett verpflichtet hatte. Danach spielte er noch für die Santiago Wanderers und Independiente de Cauquenes. Seit 2023 steht der Angreifer wieder bei seinem Debütverein Deportes Linares in der dritten Liga, der Segunda División, unter Vertrag, bei dem er seit April 2024 zweiterfolgreichster Torschütze des Vereins ist.

## Erfolge
Palestino
- Chilenischer Pokalsieger: 2018